# Mesochorus ovimaculatus
Mesochorus ovimaculatus är en stekelart som beskrevs av Schwenke 1999. Mesochorus ovimaculatus ingår i släktet Mesochorus och familjen brokparasitsteklar. Inga underarter finns listade i Catalogue of Life.